# Lymphologie in Forschung und Praxis
Lymphologie in Forschung und Praxis, abgekürzt Lymphforsch, ist eine seit 1997 halbjährlich erscheinende wissenschaftliche Zeitschrift, die sich mit dem medizinischen Fachgebiet Lymphologie befasst. Sie wird von der Deutschen Gesellschaft für Lymphologie herausgegeben und vom Viavital-Verlag verlegt. Als Chefredakteur hat Erich Brenner zu Beginn 2019 Jörg Wilting abgelöst.
Die Zeitschrift ist Publikationsorgan der Deutschen Gesellschaft für Lymphologie, der Gesellschaft Deutschsprachiger Lymphologen, der Gesellschaft für manuelle Lymphdrainage nach Dr. Vodder und sonstige lymphologische Therapien, des Berufsverbands der Lymphologen und des Schweizerischen Fachverbandes für Manuelle Lymphdrainage.